# 三重県サッカーリーグ
三重県社会人サッカーリーグ（みえけんしゃかいじんサッカーリーグ）とは、日本の各都道府県にあるサッカーの都道府県リーグのひとつ。三重県のクラブチームが参加するリーグである。

## 概要・レギュレーション
三重県リーグは3部構成となっている（2025年）。
- 1部（8チーム）
  - 2回戦総当たり
- 2部（7チーム）
  - 前期：1回戦総当たり
  - 後期：上位4チーム・下位4チームに分かれ1回戦総当たり
- 3部（5チーム）
  - 2回戦総当たり
  - 2024年まではブロック部と称した[2]。2021年まで2ブロック制であったが、参加チーム数の減少に伴い2022年より1ブロック制となっている。

順位は勝点（勝3・分1・負0）・得失点差・総得点・当該チームの勝敗・勝率（総勝ち数÷総試合数）・抽選の順で決定する。かつては順位決定が昇降格に関係する場合、順位決定戦を開催していた。
試合時間は1部が90分（45分ハーフ）、2部は80分（40分ハーフ）、3部は70分（35分ハーフ）とし、ハーフタイムは試合時間に関わらず15分間。
試合中における選手交代はハーフタイムを除き3回まで。交代人数は登録された7名中5名までとする。
試合開始時刻から15分を経過しても競技者数が競技規則に満たないチームは棄権とみなし、0-3の敗戦扱いとする。
天候不良等により試合が中断し、中断から30分を過ぎて開始または再開の判断ができない場合、中断が前半終了までの場合は再試合、後半が開始されていれば試合成立（中断した時点のスコア）とする。

### 昇格・降格に関して
- 1部の上位2チームは東海社会人サッカートーナメント大会の出場権を得る[1][2]。優勝チームが東海社会人サッカーリーグ2部へ昇格。
- 1部の7位・8位は2部へ自動降格。2部の1位・2位が1部へ自動昇格。
- 2部の7位・8位は3部へ自動降格。3部の1位・2位が2部へ自動昇格。

昇降格に関するレギュレーションは、JFL・東海リーグの昇降格数によってその都度変更があり、運営委員会により協議の上決定する。

## 参加チーム（2025年）

### 1部
- TSV1973四日市
- ホンダ鈴鹿FC
- 伊勢YAMATO FC
- FC.Avenidasol
- liberte
- E.X.D
- なばり春日CF
- 伊賀FC 名張next

### 2部
- FC鈴鹿 鈴鹿クラブ
- VOLVER UENO
- 鈴鹿蹴球会
- FC Verde Fresco
- 22伊賀もん
- VIP SUZUKA
- SASAGAWA FC
- 三重県庁サッカークラブ

### 3部
- 松阪COFC
- 伊賀町サッカークラブ
- 阿山クラブ
- FC MACH四日市
- VMW FC

## 主な試合会場
津市
- フットパーク美杉

四日市市
- 四日市中央陸上競技場、フットボール場
- 四日市大学グラウンド
- 垂坂サッカー場

伊勢市
- 伊勢フットボールヴィレッジ

鈴鹿市
- ホンダアクティブランド
- 三重交通Gスポーツの杜鈴鹿サッカー・ラグビー場

名張市
- 名張市民陸上競技場（メイハンフィールド）

伊賀市
- 上野運動公園競技場
- 阿山B&G海洋センター 阿山第二運動公園
- いがまちスポーツセンター
- 青山グラウンド

## 歴代優勝クラブ

### 1部
※東海リーグ昇格チームは太字で表記
- 2000年 本田技研鈴鹿FC
- 2001年 マインドハウスT.C
- 2002年 鈴鹿クラブ
- 2003年 FC.PERSONNA
- 2004年 マインドハウスT.C
- 2005年 KMEW伊賀FC
- 2006年 伊勢PERSONNA.FC（2位：M.I.E.ランポーレFC）
- 2007年 伊勢PERSONNA.FC（2位：KMEW伊賀FC）
- 2008年 伊勢PERSONNA.FC
- 2009年 ホンダ鈴鹿FC（2位：KMEW伊賀FC）
- 2010年 ホンダ鈴鹿FC
- 2011年 マインドハウス四日市
- 2012年 マインドハウス四日市
- 2013年 マインドハウス四日市
- 2014年 ヴィアティン桑名（2位：FC.ISE-SHIMA）
- 2015年 ホンダ鈴鹿FC
- 2016年 TSV1973四日市
- 2017年 FC S.W.A.T.
- 2018年 TSV1973四日市
- 2019年 TSV1973四日市（2位：四日市大学FC）
- 2020年 E.X.D
- 2021年 伊勢YAMATO FC
- 2022年 伊勢YAMATO FC
- 2023年 VENCEDOR MIE UNITED CLUB
- 2024年 TSV1973四日市

### 2部
- 2003年 FCマッハ四日市
- 2004年
- 2005年 桑名FC
- 2006年 A.C LEO
- 2007年 鈴鹿蹴球会
- 2008年 ピクシー.BC
- 2009年 桑名FC
- 2010年 富士電機鈴鹿
- 2011年 FC S.W.A.T.
- 2012年 FC RIOT
- 2013年 FC.ISE-SHIMA
- 2014年 JSRサッカー部
- 2015年 鈴鹿蹴球会
- 2016年 F.C.ブランチ
- 2017年 FC RIOT
- 2018年 四日市大学FC
- 2019年 FC鈴鹿 鈴鹿クラブ
- 2020年 古河電工三重
- 2021年 VENCEDOR MIE UNITED CLUB
- 2022年 VOLVER UENO
- 2023年 FC近畿大学工業高等専門学校[4]
- 2024年 liberte[5]

### 3部（ブロック部）
| - 2003年 桑名FC - 2004年 - 2005年 FC S.W.A.T. - 2006年 JSR - 2007年 富士電機四日市 - 2008年 FC RIOT - 2009年 阿山クラブ - 2010年 河芸パイレーツ - 2011年 鈴鹿蹴球会 - 2012年 FC四日市セントラル - 2013年 FC鈴鹿 鈴鹿クラブ - 2014年 FCマッハ四日市 - 2015年 松阪COFC - 2016年 フロンティアFC - 2017年 四日市大学FC - 2018年 Marclelo C.F - 2019年 KHネオケム - 2020年 Vencedor Mie United Club - 2021年 鈴鹿蹴球会 | - 2003年 三重香良洲 - 2004年 - 2005年 A.C LEO - 2006年 FC上野 - 2007年 FCブランチ - 2008年 伊賀町サッカークラブ - 2010年 FCブランチ - 2011年 FC.SEPT.COULEUR - 2012年 三重県庁 - 2013年 伊賀町サッカークラブ - 2014年 伊賀市役所 - 2015年 阿山クラブ - 2016年 松阪COFC - 2017年 伊賀町サッカークラブ - 2018年 E.X.D - 2019年 なばり春日CF - 2020年 FC.Avenidasol - 2021年 VOLVER UENO |

#### 1ブロック制移行後
- 2022年 FC近畿大学工業高等専門学校[6]
- 2023年 liberte
- 2024年 SASAGAWA FC[5]

## 過去に所属していた主なクラブ
- M.I.E.ランポーレFC（現：アトレチコ鈴鹿クラブ）
- ヴィアティン桑名（現：ヴィアティン三重）
- FC.ISE-SHIMA
- VENCEDOR MIE UNITED CLUB